# Place Mathias-Mérian
La place Mathias-Mérian est une place du centre de Strasbourg (Bas-Rhin), qui va de la rue des Sœurs à la rue de la Croix.

## Histoire

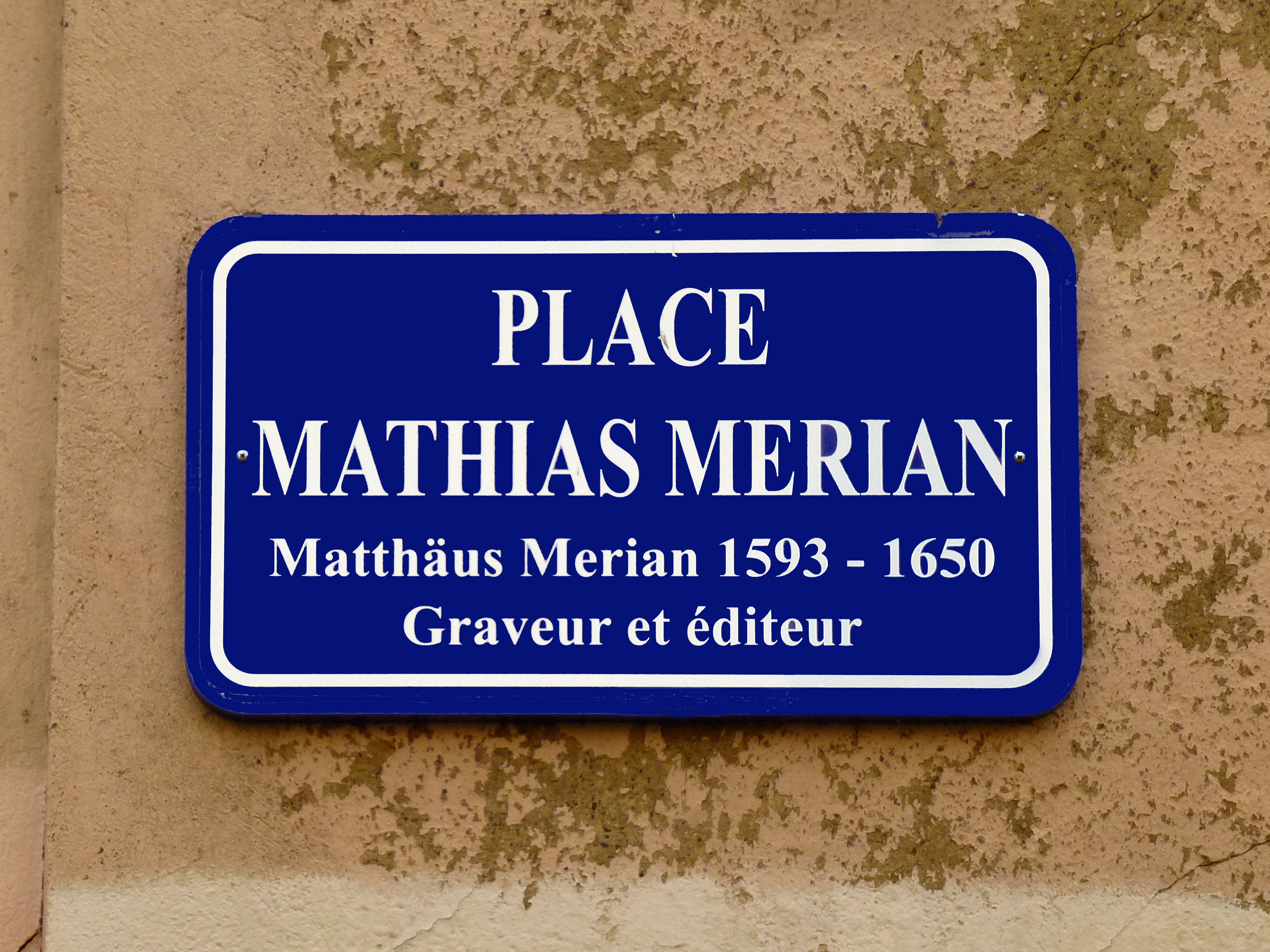
Plaque de rue.

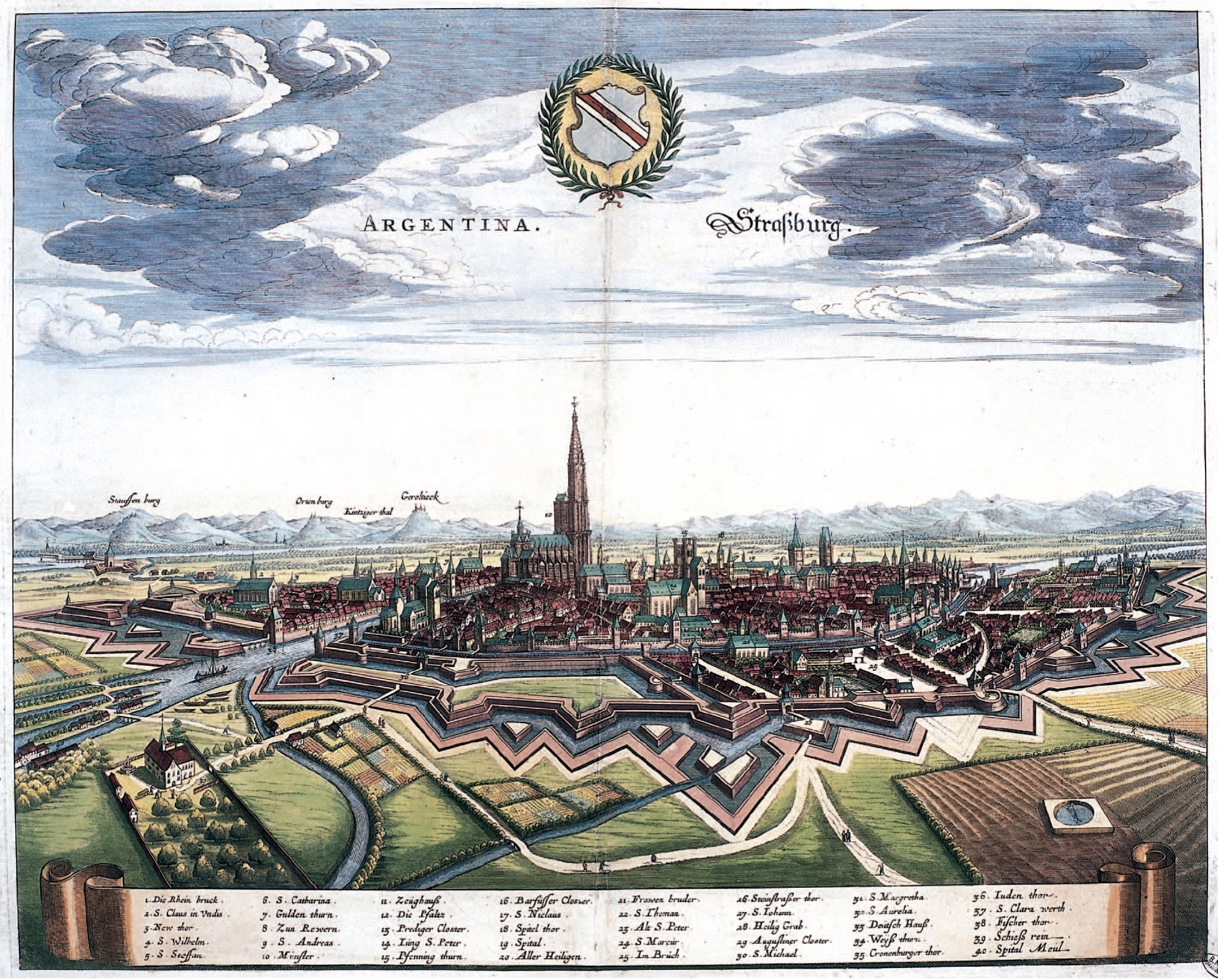
Strasbourg en 1644, d'après Merian.

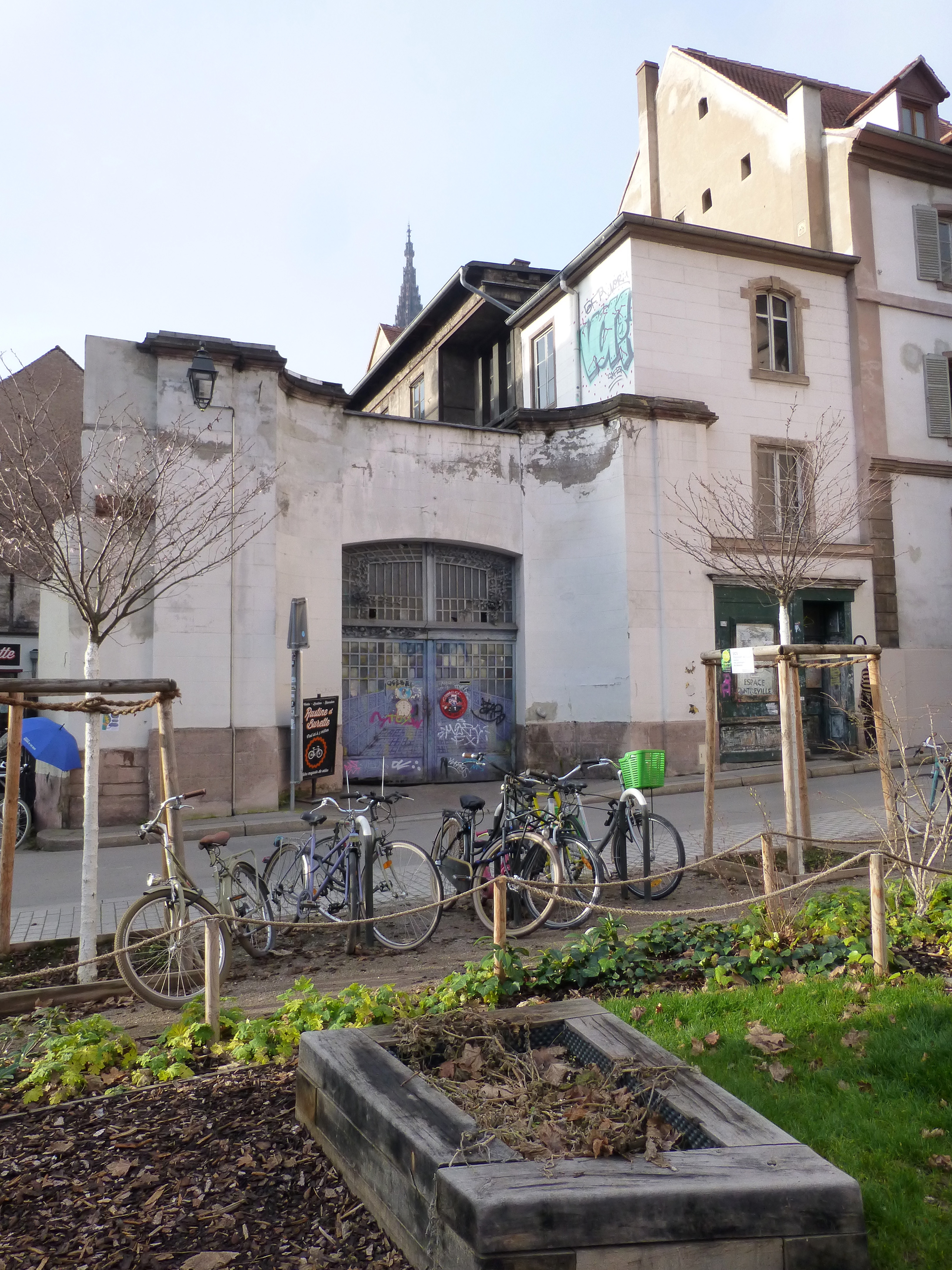
Vue en direction de la rue des Sœurs.

Sur un site attesté depuis l'Antiquité, la place a été créée sur l'emplacement de maisons détruites dans la rue des Sœurs lors du bombardement du 11 août 1944, auquel s'est ajoutée une petite place qui se trouvait dans la rue de la Croix.
Elle reçoit son nom en 1964, en hommage au graveur et éditeur Matthäus Merian qui, jeune homme, vécut quelque temps à Strasbourg pour se former auprès de Friedrich Brentel, vers 1610-1611.
Les modalités d'aménagement de la place, du point de vue des usagers, a fait l'objet de polémiques,.